# George Bernard O'Neill

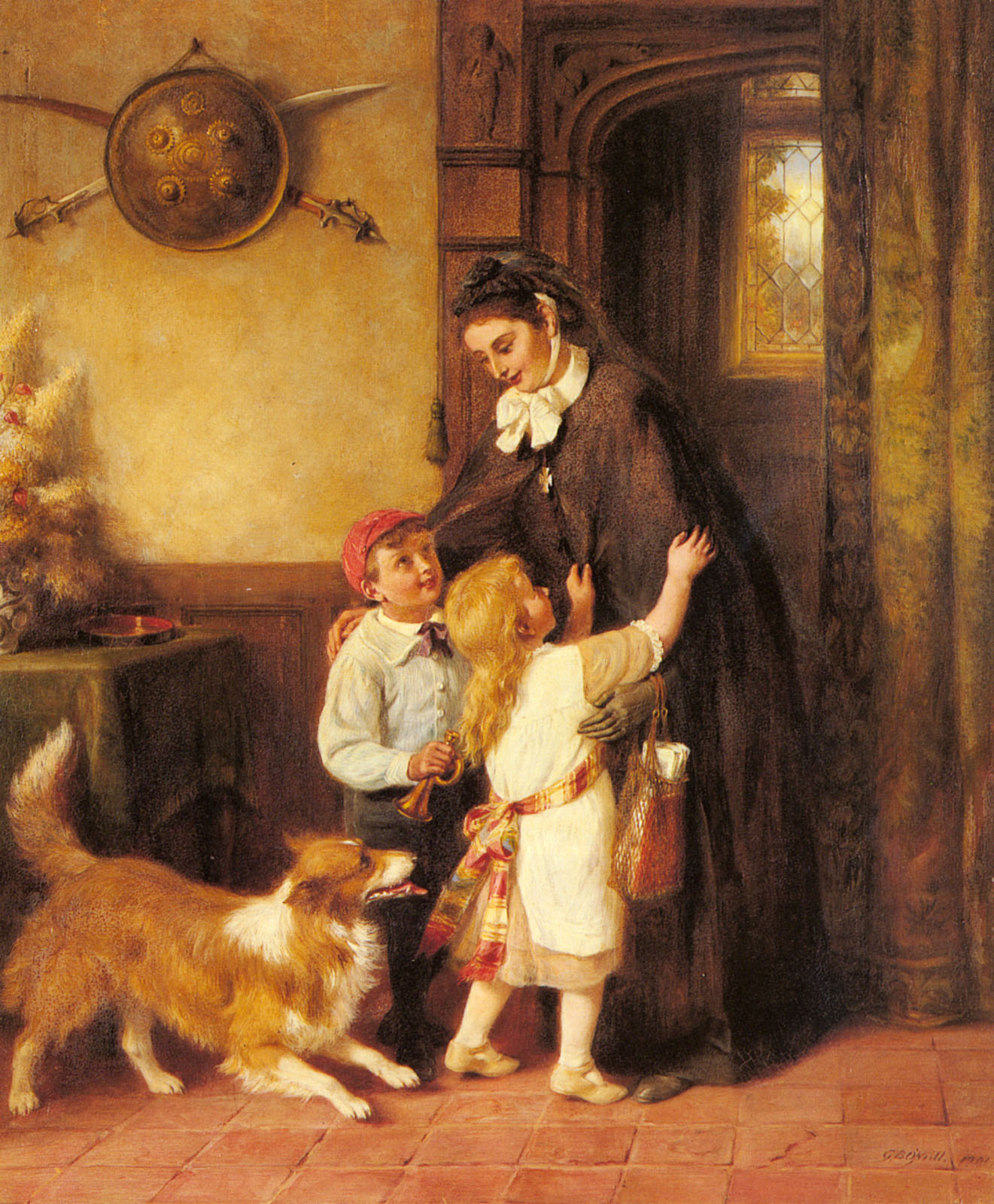
A Joyful Welcome, 1901

George Bernard O'Neill (Dublin, 17 juli 1828 – Londen, 23 september 1917) was een in Ierland geboren Engelse kunstschilder van voornamelijk genrestukken. Hij maakte vanaf 1859 deel uit van de zogeheten Cranbrook Colony.
O'Neill was het negende van vijftien kinderen in het gezin van Bernard en Sarah O'Neill. Het gezin vertrok eind jaren 1830 uit Ierland en vestigde zich in het Londense Woolwich. George studeerde aan de Royal Academy of Arts, waar hij al in 1847 werk exposeerde. Het daar in 1852 tentoongestelde schilderij The Foundling betekende zijn doorbraak als kunstenaar.
In 1857 trouwde hij met Emma Stuart Callcott. Zij was een nicht van de schilder John Callcott Horsley en zodoende raakte hij betrokken bij de in Cranbrook gevestigde schilderskolonie. Dit was een gezelschap van bevriende en soms ook verwante schilders die successen boekten met een uitgebreide productie van portretten en vooral genrestukken. De leden van de groep exposeerden veel en vaak aan de Royal Academy en de British Institution. 
Andere bij de groep betrokken artiesten waren de gebroeders George Hardy en Frederick Daniel Hardy, Thomas Webster en Augustus Edwin Mulready. O'Neill en zijn vrouw vestigden zich ook in de gemeente. Zij kregen er zes kinderen.
Het werk van O'Neill kenmerkt zich door zijn veelvuldige afbeeldingen van kinderen in armoedige omstandigheden. In dat verband toont hij overeenkomsten met het werk van de eveneens sociaal betrokken Mulready.
George Bernard O'Neill bleef tot op hoge leeftijd actief, hoewel de kwaliteit en populariteit van zijn werk afnam. Hij overleed in Londen op 89-jarige leeftijd.